# タラ (スクーナー)
タラ（Tara）は、アンタルクティカ（フランス語: Antarctica、英語からの転写によるアンタークティカとも）として建造され、ついでアンタークティカ・エクスプローラー（英語: Antarctica Explorer）、シーマスター（英語: Seamaster）を経てタラとして運用されたスクーナー。
ジャン＝ルイ・エティエンヌによりアンタルクティカとして1996年まで極地探検に用いられた後、クストー協会によりアンタークティカ・エクスプローラーとして海洋調査に用いられる予定であったが、2000年にピーター・ブレイクによって買い取られた。シーマスターとして南極、アマゾン川の調査に用いられたが、ブレイクがその途上で殺害されたことによって運用は中断された。2003年、アニエスベーのエティエンヌ・ブルゴワにより購入され、タラとして海洋環境調査に用いられた。

## アンタルクティカ
1989年、ジャン＝ルイ・エティエンヌによりリュック・ブヴェとオリヴィエ・プティの設計によって、フランス造船（SFCN）ヴィルヌーヴ＝ラ＝ガレンヌ造船所にてアンタルクティカとして建造された。
アンタルクティカは、1991年から1992年にかけてのパタゴニア、サウス・ジョージア島、南極半島と1995年から1996年にかけてのスピッツベルゲン島の探険で用いられた。

## アンタークティカ・エクスプローラー
1997年、クストー協会はピーター・ブレイクをアンタークティク・エクスプローラーの船長に迎えた。アンタークティカ・エクスプローラーと改名されたアンタルクティカは、オークランドで整備を行いアルシオーネの僚船となる予定であった。
しかし、この計画は進捗が滞り、ピーター・ブレイクもアメリカスカップに注力し続ける結果となった。2000年には財政が悪化したクストー協会からピーター・ブレイクは離脱し、独自の計画を展開し始めたが、その計画にとってアンタークティカ・エクスプローラーは有用な存在であり、同年にこれを買い取ることとなった。

## シーマスター
ブレイクエクスペディションズ社を設立したピーター・ブレイクは、船名をシーマスターに改称した。国際連合環境計画に参加し、ドキュメンタリーを撮影する計画を立てていた。計画では、極地、アマゾン川、太平洋のサンゴ礁を対象とし2001年から5年間を費やす予定であった。しかし、マカパに停泊中の2001年12月5日、海賊によってピーター・ブレイクが射殺され計画は中断した。
この航海は、ナショナルジオグラフィックのドキュメンタリーとして取り上げられ、生前に南極で撮影されたドキュメンタリーはHeart of Iceとして2002年7月28日に放映された。
ブレイクエクスペディションズは新たな支援者を求めたが、アメリカ同時多発テロ事件の影響で2社が手を引くなど不調に終わり、2003年8月ロード島に係留されていたシーマスターは売却されることとなった。

## タラ
ピーター・ブレイクの遺族はシーマスターの売却先としてふさわしい人物を求め、結果エティエンヌ・ブルゴワが推定175万USドルで購入した。
10月13日、シーマスターからタラと改名。タラはマオリ語で「天国の道」を意味する言葉で、ピーター・ブレイクの祖父が使用していた船名であった。
2004年より2006年にかけては、グリーンランド、南極、パタゴニア、サウス・ジョージア島で6回の探査を行う一方で、聴覚障害者のサウス・ジョージア島探険を支援、セバスチャン・サルガドとピエール・ユイグの作品制作に協力している。
2006年9月から2008年2月は、ヨーロッパの北極調査計画DAMOCLES（Developing Arctic Modeling and Observing Capabilities for Long-term Environmental Studies）に参加し、北極圏で運用された。
2009年9月から2013年にかけては、海洋プロジェクトとして北極及び南極を含む各地の海洋を巡った。
2014年は5月から11月まで地中海の調査に従事、2016年からは2018年までの予定で太平洋の調査を行っている。
また、2015年で建造から25年以上が経過しており、代船の検討が必要であることをエティエンヌ・ブルゴワが主張している。

## 船体
船殻は厚さ15mmから25mmのアルミニウム製。海氷の圧力に耐えるため圧力の掛かる部分は厚く、氷から浮き上がるために船形は卵形になっている。
発電装置としては、発電機に加え、太陽光パネルや風力発電機を備える。
真水の製造能力は1時間300リットル、6000リットルのタンクに加え、燃料タンク50,000リットルと汚水タンク7000リットルも有する。
通信設備は時期により異なるが、2016年にはユーテルサット、フリートブロードバンド、短波、Standard Cに対応している。
飽和潜水のための再圧タンクは、4人用の30気圧のものと40気圧のものを備えている

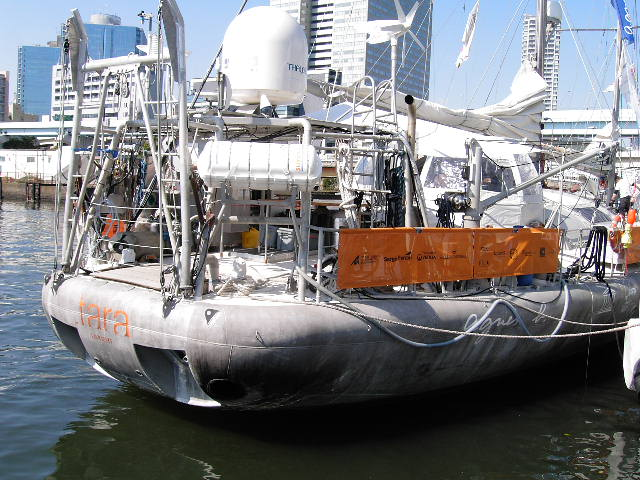
竹芝桟橋に係留中のタラ号（船尾側）
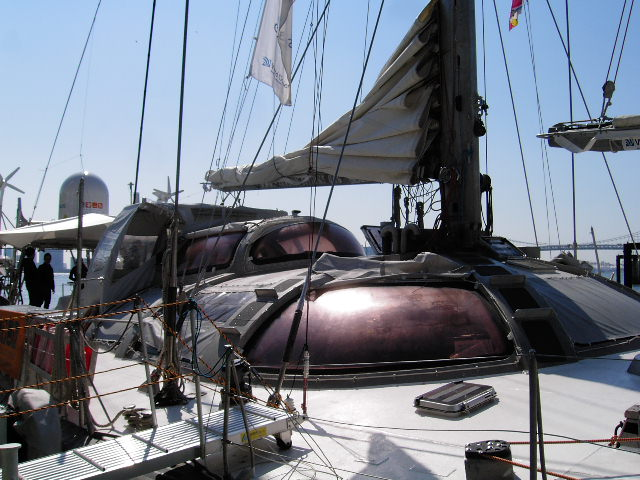
デッキ上のラボの天窓
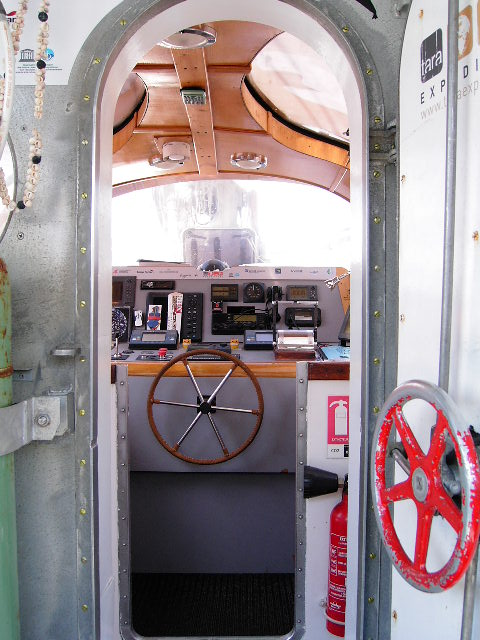
操舵室
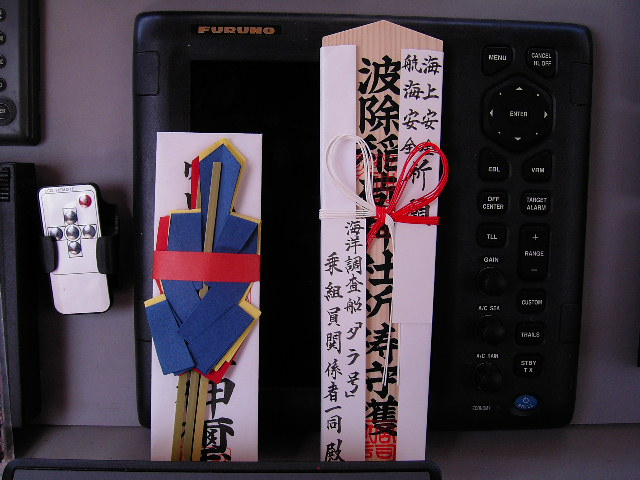
日本航海中は航海安全祈願の御札を安置